# Ber Groosjohan
Bernardus „Ber” Groosjohan (ur. 16 czerwca 1897 w Rotterdamie, zm. 5 sierpnia 1971 tamże) – piłkarz holenderski grający na pozycji pomocnika. W swojej karierze rozegrał 14 meczów i strzelił 5 goli w reprezentacji Holandii.

## Kariera klubowa
W swojej piłkarskiej karierze Groosjohan grał w klubie VOC Rotterdam.

## Kariera reprezentacyjna
W reprezentacji Holandii Groosjohan zadebiutował 28 sierpnia 1920 roku w wygranym 3:0 meczu Igrzysk Olimpijskich w Antwerpii z Luksemburgiem, w którym strzelił 2 gole. Na tych igrzyskach zdobył brązowy medal. W 1924 roku zagrał na Igrzyskach Olimpijskich w Paryżu. Od 1920 do 1924 roku rozegrał w kadrze narodowej 14 meczów i strzelił 5 goli.